# 李揆
李 揆（り き、711年 - 784年）は、唐代の官僚・政治家。字は端卿。本貫は隴西郡成紀県。

## 経歴
秘書監の李成裕（李亶の子で、李玄道の子の李正基の孫）の子として生まれた。若くして聡明俊敏で学問を好み、文章を作るのを得意とした。開元末年に進士に及第し、陳留県尉に任じられた。宮中に書を献上して、中書で文章を試験されて、右拾遺に抜擢された。右補闕・起居郎となり、司勲員外郎・考功郎中に転じ、知制誥をつとめた。玄宗が蜀に避難するのに従い、中書舎人に任じられた。
乾元元年（758年）、広平王李俶が成王に改封されると、張皇后の子を皇太子に立てようとする動きがあった。粛宗が成王李俶を皇太子に立てる意志を示すと、李揆は「社稷の福、天下幸甚」といって賛同した。乾元2年（759年）2月、張皇后に「翊聖」の尊号を加えようという百官の請願があった。李揆が韋皇后の前例を挙げてこれに反対すると、取りやめになった。まもなく李揆は礼部侍郎を兼ねた。3月、中書侍郎・同中書門下平章事（宰相）となり、集賢殿崇文館大学士・修国史をつとめた。
ときに長安に盗賊や殺人が多かったため、李輔国が羽林騎士500人を選抜して警備に当たらせるよう請願した。李揆は羽林に金吾の代わりをやらせては、非常事にあたることができないといって反対した。このため羽林の警備の件は取りやめになった。
上元2年（761年）2月、李揆は呂諲に弾劾されて、袁州長史に左遷された。数年後、歙州刺史に転じた。かつて李揆は侍中の苗晋卿が元載を推薦したのを退けて、元載に憎まれていた。元載が宰相となると、李揆は秘書監に試用され、江淮で病身を養った。十数年のあいだ、地方の官を転々とした。大暦12年（777年）、元載が処刑されると、李揆は睦州刺史となった。大暦14年（779年）、入朝して国子祭酒に任じられた。建中4年（783年）、礼部尚書に任じられ、盧杞に憎まれた。興元元年（784年）、徳宗が梁州に避難すると、李揆は吐蕃との会盟の使節に派遣されることになり、尚書左僕射を加えられた。4月、道中の鳳州で病没した。享年は74。司空の位を追贈された。諡は恭といった。

## 伝記資料
- 『旧唐書』巻126 列伝第76
- 『新唐書』巻150 列伝第75